# Offset (rapero)
Kiari Kendrell Cephus (Lawrenceville, Georgia, 14 de diciembre de 1991), conocido por su nombre artístico Offset, es un rapero estadounidense.

## Carrera

### Música
El trío Migos se originó de un suburbio de clase media en Gwinnett County, Georgia. En 2009, Offset creó Migos junto a Quavo y Takeoff. Existe además una relación familiar entre los tres, ya que Quavo es primo de Offset, y Takeoff, sobrino de Quavo. Los tres crecieron juntos en Gwinnett County, un área algo suburbana, a media hora del noroeste de Atlanta.
Migos inicialmente adquirió notable reconocimiento a raíz de la publicación de su sencillo de 2013, "Versace". En el año 2015, el trío lanzó su primer álbum de estudio con la ayuda de una joven productora australiana, llamada Yung Rich Nation. En 2017, su sencillo “Bad & Boujee" se convirtió en un fenómeno de internet, generando una gran cantidad de memes con la letra "rain drop, drop top", realizada por Offset. La canción alcanzó su punto máximo en el número uno en el Billboard Hot 100, con muchos críticos creyendo que Offset ordenó la pista. En el año 2017, el trío lanzó su segundo álbum de estudio, Culture, la cual debutó en el número uno en el Billboard 200.
Además de Migos, Offset ha realizado música como solista y también ha colaborado con numerosos artistas. En junio de 2017, presentó en Metro Boomin su single "No Complaints" al lado Drake, el cual se desplazó en número 71 en la Billboard hot 100, y en septiembre realizó una colaboración con Macklemore en la canción "Willy Wonka", del álbum Gemini. Offset finalmente grabaría un álbum colaborativo de estudio con el rapero americano 21 Savage y el productor Metro Boomin titulado, Without Warning. El álbum fue lanzado el 31 de octubre del 2017, y debutó en el número 4 del ranking Billboard 200 de Estados Unidos.
Posteriormente, el 22 de febrero de 2019, lanzó su segundo álbum como solista llamado FATHER OF 4. Este proyecto contó con la colaboración de diferentes artistas como Travis Scott, J. Cole, Gunna, Gucci Mane o la esposa del propio Offset, Cardi B.

### Otras Aventuras
En 2016, Offset (incluyendo Migos) apareció en un episodio de la serie de Donald Glover, Atlanta. El episodio fue transmitido el 13 de septiembre de 2016 bajo el título "Go For Broke". También ha protagonizado campañas para Gosha Rubchinskiy, Bryce Barnes, y Lavati.

## Vida personal
En 2017, Offset empezó a salir con la rapera estadounidense Cardi B. El 27 de octubre de 2017 él le propuso matrimonio en una presentación en vivo en "Power 99's Powerhouse" en Filadelfia, Pensilvania. Se casaron en secreto ese mismo año. El 10 de julio de 2018 tuvieron a su hija Kulture Kiari Cephus. En septiembre de 2020 se hizo público que Cardi B le había pedido el divorcio. Sin embargo, un mes después se reconciliaron. El 4 de septiembre de 2021 nació el segundo hijo que tienen en común.
Además, es padre de tres niños de relaciones anteriores, dos hijos Jordania y Kody, y una hija Kalea Marie.

### Asuntos legales
Cuando Migos saltó a la fama por primera vez en 2013, Offset estaba encarcelado en la prisión del condado de Dekalb en Georgia, por violar su libertad condicional, debido a sus anteriores condenas por los delitos de asalto y robo.
El 18 de abril de 2015, las autoridades detuvieron un concierto de Migos en la Universidad del Sur de California, y arrestaron a los tres integrantes del grupo, junto con un puñado de personas de su séquito. A Offset se le negó la fianza y se le acusó de posesión de un narcótico no especificado, posesión de marihuana, posesión de un arma de fuego en una zona de seguridad escolar y posesión de un arma de fuego durante la comisión de un delito.
El 2 de mayo de 2015, Offset, mientras se encontraba bajo custodia, recibió cargos adicionales de agresión e incitación a disturbios dentro de una instalación penal después de atacar a otro recluso, causándole lesiones graves. En una audiencia de fianza ante el juez de la Corte Superior del Condado de Bulloch, John R. Turner, el 8 de mayo de 2015, a Offset se le denegó formalmente una fianza basada en su historial criminal anterior, así como en la pelea carcelaria que había sido reciente. Durante la audiencia, a dos miembros del séquito de Migos también se les negaron las apelaciones, mientras que a otros cuatro se les concedieron y se les prohibió regresar al condado de Bulloch como condición para su liberación. El juez Turner ordenó a los cuatro que fueron liberados que no se pongan en contacto con nadie involucrado en el caso. El abogado de Offset argumentó que la policía hizo un perfil injusto del trío de rap y que los agentes no habían demostrado la propiedad de las armas de fuego y drogas ilícitas encontradas dentro de las dos furgonetas. La fiscalía respondió que la policía estaba presente en el concierto por la seguridad de los estudiantes y el público en general debido a la historia de violencia de Migos. Al escuchar la decisión, Offset gritó obscenidades mientras era escoltado fuera de la sala del tribunal. 
Después de ocho meses en custodia, Offset fue liberado el 4 de diciembre de 2015, después de aceptar una Doctrina Alford. El acuerdo lo despojo de los cargos de armas, drogas, pandillas y cargos relacionados, a cambio de declararse culpable de incitar a un motín en un penal de las instalaciones, el pago de una multa de $1,000, que sirve a cinco años de libertad condicional, y ser desterrado de los condados de Bulloch, Effingham, Jenkins, y Screven.
El 17 de marzo de 2016, Offset, fue arrestado por conducir con una licencia suspendida, pero fue liberado al día siguiente sin tener cargos presentados.
Además, el 5 de abril de 2018, el autobús de gira de Migos, fue detenido por una infracción de tránsito en Carolina del Norte. La policía buscó en su autobús y se encontró 420 gramos de marihuana, 26 onzas de codeína y Xanax. Migos no fueron detenidos, pero tres personas de su equipo sí lo fueron.

### Controversias
El 15 de diciembre de 2017, Offset apareció en el sencillo "Boss Life" de YFN Lucci. Más tarde, en enero de 2018, Offset fue llamado por rapear una línea que incluye la letra; "I cannot vibe with queers", en la canción. Después de que la letra se entendiera como homofóbica, se disculpó diciendo que no pretendía que su uso del término “queer” se dirigiera a la comunidad LGBT. Su prometida, Cardi B, dijo que Offset no sabía que el término “queer” tenía una historia homofóbica. Desde entonces, Offset se ha disculpado por su polémica contribución de esta letra. Él mencionó que asumió que en la letra estaba usando la definición “queer”, que se define como excéntrico e impar. También ha afirmado que no escribió la letra.[cita requerida]

## Discografía

### Álbumes de estudio
- Without Warning con 21 Savage y Metro Boomin (2017)
- Father Of 4 (2019)
- Set It Off (2023)

## Filmografía
| Año  | Título  | Rol | Notas                    |
| ---- | ------- | --- | ------------------------ |
| 2016 | Atlanta | Él  | Episodio: "Go for Broke" |